# Archidiocèse de Seattle
L'archidiocèse de Seattle (en latin : Archidioecesis Seattlensis) est un territoire ecclésiastique de l'Église catholique, ou archidiocèse, situé dans l'État de Washington, à l'ouest des États-Unis. Le diocèse était connu sous le nom de diocèse de Nesqually de 1850 à 1907. La cathédrale mère de l'archidiocèse est la cathédrale Saint-Jacques à Seattle. L'ancienne cathédrale est celle de Saint-Jacques-le-Majeur (en) à Vancouver (État de Washington). Son archevêque depuis 2019 est Paul Dennis Etienne (en).

## Histoire
Le diocèse de Walla Walla est créé le 24 juillet 1846 par le pape Pie IX avec la bulle In Apostolicae Sedis du vicariat apostolique du territoire de l'Oregon qui se voit simultanément élevé au rang d'archidiocèse sous le nom d'archidiocèse d'Oregon City, dont le nouveau diocèse devint suffragant. Le siège du nouvel archidiocèse est basé à Vancouver (État de Washington). Supprimé le 29 juillet 1853, le diocèse de Walla Walla est maintenant un siège titulaire occupé par Witold Mroziewski, un évêque auxiliaire de Brooklyn, État de New York. 
Le 31 mai 1850, l'archidiocèse d'Oregon City érige le diocèse de Nesqually.   
En 1903, le siège épiscopal est transféré à Seattle. Le diocèse de Nesqually change de dénomination pour devenir le diocèse de Seattle le 11 septembre 1907, puis il est élevé au rang d'archidiocèse métropolitain le 23 juin 1951.

## Suffragants
L'archidiocèse a comme diocèses suffragants ceux de Spokane et Yakima.

## Territoire
L'archidiocèse comprend la partie occidentale de l'État de Washington, s'étendant de la frontière canadienne à la frontière de l'État de l'Oregon, et de la chaîne des Cascades dans la partie orientale de l'État jusqu'à l'océan Pacifique.
Le territoire couvre 64 269 km², et en 2024 il est divisé en 136 paroisses, représentant officiellement 60 familles paroissiales.

## Évêques
- 31 mai 1850-23 décembre 1879 : Augustin Blanchet (Augustin Magloire Alexandre Blanchet), évêque de Nesqually.
- 6 août 1879-† 26 décembre 1895 : Egidius Junger, évêque de Nesqually.
- 13 juin 1896-† 25 décembre 1932 : Edward O'Dea (Edward John O'Dea), évêque de Nesqually, puis évêque de Seattle (11 septembre 1907).
- 1er juillet 1933-† 18 mai 1950 : Gerald Shaughnessy
- 18 mai 1950-23 juin 1951 : Thomas Connolly (Thomas Arthur Connolly)

## Archevêques
- 23 juin 1951-13 février 1975 : Thomas Connolly (Thomas Arthur Connolly), promu archevêque.
- 25 février 1975-21 août 1991 : Raymond Hunthausen (Raymond Gerhardt Hunthausen)
- 21 août 1991-† 26 juin 1997 : Thomas Murphy (Thomas Joseph Murphy)
- 28 octobre 1997-16 septembre 2010 : Alexander Brunett (Alexander Joseph Brunett)
- 16 septembre 2010-3 septembre 2019 : James Sartain (James Peter Sartain)
  - 29 avril-3 septembre 2019 : Paul Etienne (Paul Dennis Etienne), archevêque coadjuteur
- depuis le 3 septembre 2019: Paul Etienne (en) (Paul Dennis Etienne)

## Source
- (en) Fiche de l'archidiocèse, Catholic-Hierarchy

### Articles liés
- Liste des juridictions catholiques aux États-Unis
- Église catholique aux États-Unis